# Базелловые
Базелловые (лат. Basellaceae) — семейство двудольных растений, входящее в порядок Гвоздичноцветные, включающее в себя четыре рода и около 80-90 видов.
Наиболее важными с экономической точки зрения видами являются Уллюко клубненосный и Базелла белая (Малабарский шпинат). Первый культивируется в странах Центральной и Южной Америке ради съедобных клубней. Второй культивируется в странах Южной и Юго-Восточной Азии, а также в Суринаме ради съедобных листьев.

## Роды
- Anredera — Андредера. Лианы из тропических областей Северной, Центральной и Южной Америки.
- Basella — Базелла. 5 видов из Африки, листья и молодые побеги некоторых видов употребляют в пищу.
- Boussingaultia — Буссенгольция. Этот род нередко объединяют с родом Anredera.
- Ullucus — Уллюко. Монотипный род. Единственный вид — Уллюко клубненосный (Ullucus tuberosus) — выращивают в Андах, его клубни являются важным продуктом питания для местных жителей.